# Plagithmysus rubi
Plagithmysus rubi là một loài bọ cánh cứng trong họ Cerambycidae.